# Hanikah
Hanikah (tur. hanikah, od arap. ḫāniqāh, od perz. hāngāh; perzijska složenica je od riječi „hane“ – kuća, dom, i „gah“ – mjesto boravište derviša i šejhova) je derviški samostan s internatom za derviše gdje se vrše vjerska predavanja.
Korijeni su u Horasanu u Iranu u 11. stoljeću. Prvotno jednostavna ustanova i grupacija derviša. Razvija se kao sufijski hostel u kojem su se derviši i teoretski obrazovali i tu živjeli. Funkcionirao kao sufijsko učilište za izučavanje tesavvufa – islamskog misticizma. Iz Horasana ustanova hanikaha je dalje prihvaćena u Iraku, Siriji, Maloj Aziji i Rumeliji. Tijekom povijesti razvio se u organiziranu i specifičnu obrazovnu ustanovu. Zadaća joj je bila udomiti, uzdići i oplemeniti posvećene derviše. Kad je već bio razvijen i prihvaćen kao asocijacija sufija, pojavio se i u zemljama gdje žive Hrvati. Posebnost bosanskohercegovačkog hanikaha je njegov kongregacijski karakter, jer je u djelovanju i praksi sasvim izvjesno bio u svezi s nekom mističkom inačicom. Poznat je Gazi Husrev-begov hanikah.